# Кордишівська сільська рада (Шумський район)
Ко́рдишівська сільська́ ра́да — адміністративно-територіальна одиниця та орган місцевого самоврядування в Шумському районі Тернопільської області. Адміністративний центр — село Кордишів.

## Загальні відомості
- Територія ради: 26,214 км²
- Населення ради: 1 298 осіб (станом на 2001 рік)
- Територією ради протікає річка Вілія

## Населені пункти
Сільській раді були підпорядковані населені пункти:
- с. Кордишів
- с. Круголець
- с. Мирове

## Склад ради
Рада складалася з 16 депутатів та голови.
- Голова ради: Гончаренко Вадим Віталійович
- Секретар ради: Никитюк Світлана Павлівна

### Керівний склад попередніх скликань
| Прізвище, ім'я, по батькові  | Основні відомості                                                 | Дата обрання | Дата звільнення |
| ---------------------------- | ----------------------------------------------------------------- | ------------ | --------------- |
| Гончаренко Вадим Віталійович | Сільський голова, 1978 року народження, освіта вища, безпартійний | 26.03.2006   | 31.10.2010      |
| Гончаренко Вадим Віталійович | Сільський голова, 1978 року народження, освіта вища, безпартійний | 31.10.2010   |                 |

Примітка: таблиця складена за даними сайту Верховної Ради України

### Депутати
За результатами місцевих виборів 2010 року депутатами ради стали:

#### За суб'єктами висування
| Суб'єкт висування          | Кількість обраних депутатів | %  |
| -------------------------- | --------------------------- | -- |
| Громадянська партія «Пора» | 8                           | 50 |
| Самовисування              | 8                           | 50 |

#### За округами
| № округу                   | Прізвище, ім'я, по батькові        | Дата визнання обраним | Освіта             | Партійна приналежність                        | Відомості про обраного депутата                                    |
| -------------------------- | ---------------------------------- | --------------------- | ------------------ | --------------------------------------------- | ------------------------------------------------------------------ |
| Громадянська партія «ПОРА» |                                    |                       |                    |                                               |                                                                    |
| 4                          | Рудзінська Тетяна Олегіївна        | 03.11.2010            | вища               | позапартійна                                  | тимчасово не працює                                                |
| 6                          | Чуйко Світлана Миколаївна          | 03.11.2010            | вища               | позапартійна                                  | тимчасово не працює                                                |
| 7                          | Пархом'юк Наталія Василівна        | 03.11.2010            | середня спеціальна | позапартійна                                  | Тилявецьке ГВП, продавець                                          |
| 9                          | Атаманчук Алла Борисівна           | 03.11.2010            | вища               | позапартійна                                  | Кордишівський НВК, вчитель                                         |
| 11                         | Виногородський Василь Анатолійович | 03.11.2010            | середня спеціальна | позапартійний                                 | тимчасово не працює                                                |
| 13                         | Матлак Андрій Михайлович           | 14.11.2010            | середня спеціальна | позапартійний                                 | тимчасово не працює                                                |
| 14                         | Пилипчук Олег Анатолійович         | 03.11.2010            | вища               | позапартійний                                 | тимчасово не працює                                                |
| 16                         | Волянюк Віра Іванівна              | 03.11.2010            | вища               | позапартійна                                  | Шумська загальноосвітня школа № 1, вчитель                         |
| Самовисування              |                                    |                       |                    |                                               |                                                                    |
| 1                          | Волянюк Ольга Михайлівна           | 03.11.2010            | вища               | позапартійна                                  | ПП «Аграрія», бухгалтер                                            |
| 2                          | Лукащук Ганна Ананіївна            | 03.11.2010            | середня спеціальна | позапартійна                                  | Відділення Кордишівського ТАУДППЗ Укрпошта, завідувачка відділення |
| 3                          | Кулієва Інна Михайлівна            | 03.11.2010            | вища               | позапартійна                                  | Кордишівський НВК, директор                                        |
| 5                          | Пилипчук Ніна Миколаївна           | 03.11.2010            | вища               | член Всеукраїнського об'єднання «Батьківщина» | Кордишівський НВК, вчитель                                         |
| 8                          | Бабій Валентина Григорівна         | 05.11.2012            | вища               | позапартійна                                  | Кордишівська сільська рада, секретар виконавчого комітету          |
| 10                         | Гаврисюк Олег Миколайович          | 03.11.2010            | середня спеціальна | позапартійний                                 | тимчасово не працює                                                |
| 12                         | Никитюк Іван Миколайович           | 03.11.2010            | вища               | позапартійний                                 | Шумська РДА, головний спеціаліст управління економіки підприємства |
| 15                         | Никитюк Світлана Павлівна          | 03.11.2010            | вища               | позапартійна                                  | Кордишівська сільська рада, секретар                               |